# Pousujärvi
Pousujärvi är en sjö i Kiruna kommun i Lappland och i kommunen Enontekis i landskapet Lappland i Finland. Den ingår i Torneälvens huvudavrinningsområde. Sjön har en area på 72 hektar, strandlinjen är 8 kilometer lång och sjön ligger 447,2 meter över havet.. Pousujärvi ligger i Torne och Kalix älvsystem Natura 2000-område. Sjön avvattnas av vattendraget Muonioälven (Njärrejåkkå). I den finska delen av sjön finns ön Isosaari.

## Delavrinningsområde
Pousujärvi ingår i det delavrinningsområde (764776-171564) som SMHI kallar för Ovan VDRID = Gilleran i Muonioälvens vattendragsy*. Medelhöjden är 516 meter över havet och ytan är 38,82 kvadratkilometer. Räknas de 36 avrinningsområdena uppströms in blir den ackumulerade arean 961,24 kvadratkilometer. Muonioälven (Njärrejåkkå) som avvattnar avrinningsområdet har biflödesordning 2, vilket innebär att vattnet flödar genom totalt 2 vattendrag innan det når havet efter 511 kilometer. Avrinningsområdet består mestadels av skog (38 procent) och kalfjäll (52 procent). Avrinningsområdet har 3,49 kvadratkilometer vattenytor vilket ger det en sjöprocent på 9 procent.